# Niedźwiedzi Róg
Treść tego artykułu może nie być zgodna z zasadami neutralnego punktu widzenia.
 Po wyeliminowaniu niedoskonałości należy usunąć szablon [[Szablon:Dopracować|]] z tego artykułu.

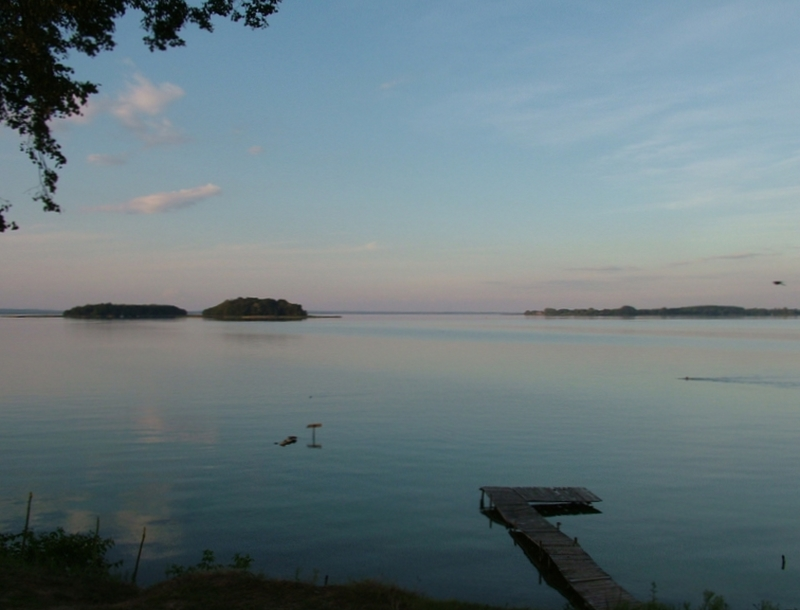
Widok na jezioro Śniardwy z Niedźwiedziego Rogu

Niedźwiedzi Róg (niem. Bärenwinkel) – wieś mazurska w Polsce, w sołectwie Niedźwiedzi Róg, położona w województwie warmińsko-mazurskim, w powiecie piskim, w gminie Ruciane-Nida nad południowym brzegiem jeziora Śniardwy w kompleksie leśnym Puszczy Piskiej.
W latach 1975–1998 miejscowość administracyjnie należała do województwa suwalskiego.

## Historia
Wieś została założona w XVIII wieku.
Niedźwiedzi Róg to niegdyś wieś typowo rolnicza. Jednakże ze względu na swoje piękne położenie szybko rozpoczęła się rozbudowa wsi i stała się miejscowością letniskową. Mieszka tu ok. 40 osób, lecz w sezonie letnim liczba ta kilkunastokrotnie się powiększa. W środku wsi rośnie lipa drobnolistna, pomnik przyrody. Niedźwiedzi Róg to punkt widokowy na wspaniałą panoramę Śniardw z malowniczymi wyspami: Pajęczą i Czarci Ostrów. Na początku wioski znajduje się stary cmentarz.

## Turystyka
We wsi znajduje się szereg domków letniskowych przeznaczonych pod wynajem. Na północ od wsi znajduje się duży port jachtowy wybudowany na początku lat 90. XX wieku. Pogłębione zostały wtedy niewielkie stawy i podmokłości, z których uformowano trzy baseny portowe z umocnionymi nabrzeżami, następnie połączono je z jeziorem Śniardwy kilkusetmetrowym, przekopanym kanałem. Dzięki temu port jest doskonale osłonięty od wiatru. Znajduje się tutaj około 200 miejsc dla jachtów, z czego większość cumuje na stałe w tzw. miejscach rezydenckich. Port jest wyposażony w dźwig dla jachtów, sanitariaty, prysznice, miejsca na ognisko i grilla, dostępne jest zaopatrzenie w wodę i prąd dla cumujących jednostek.

## Przypisy

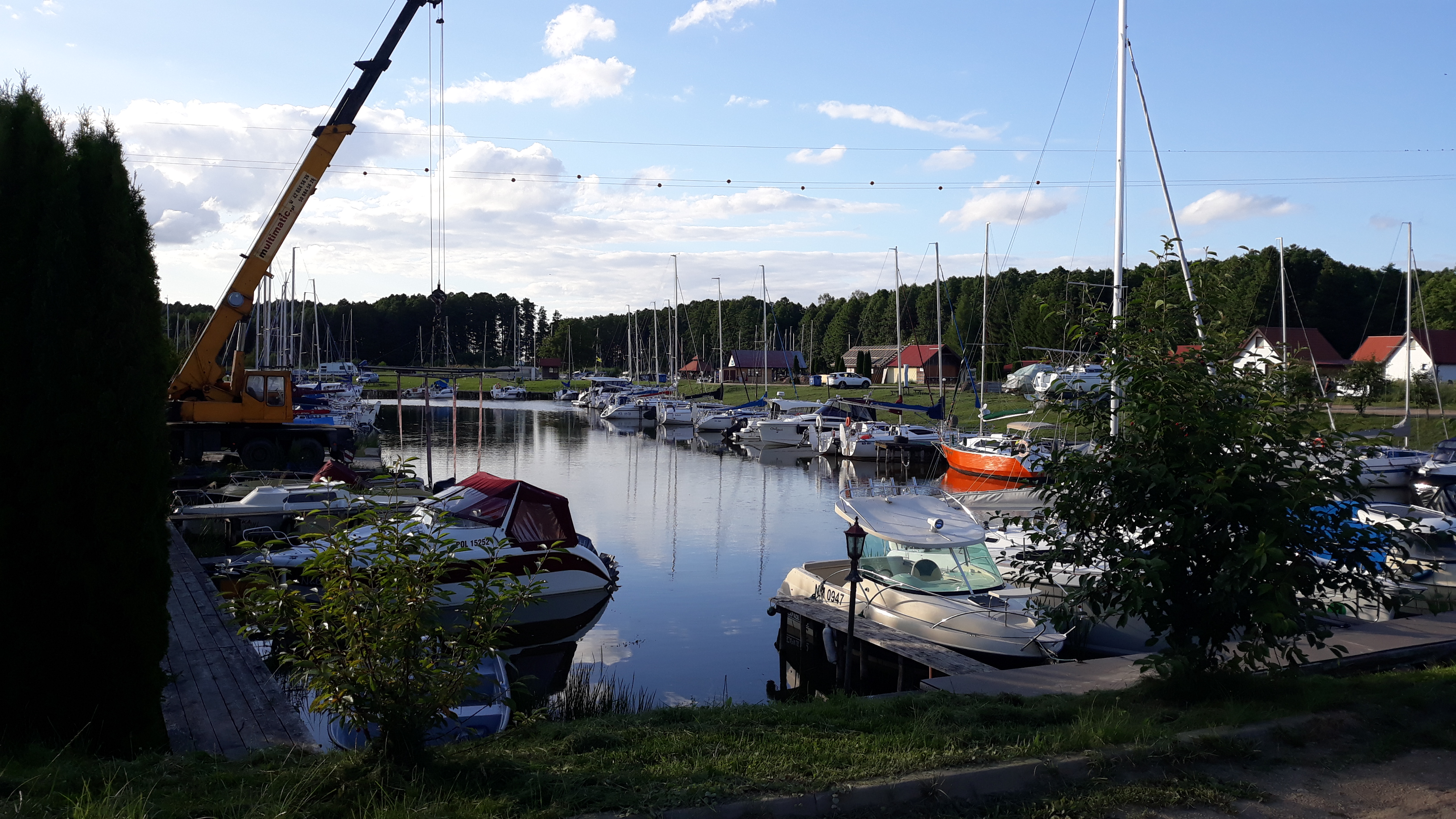
Port Jachtowy Niedźwiedzi Róg